# Peyman Amin

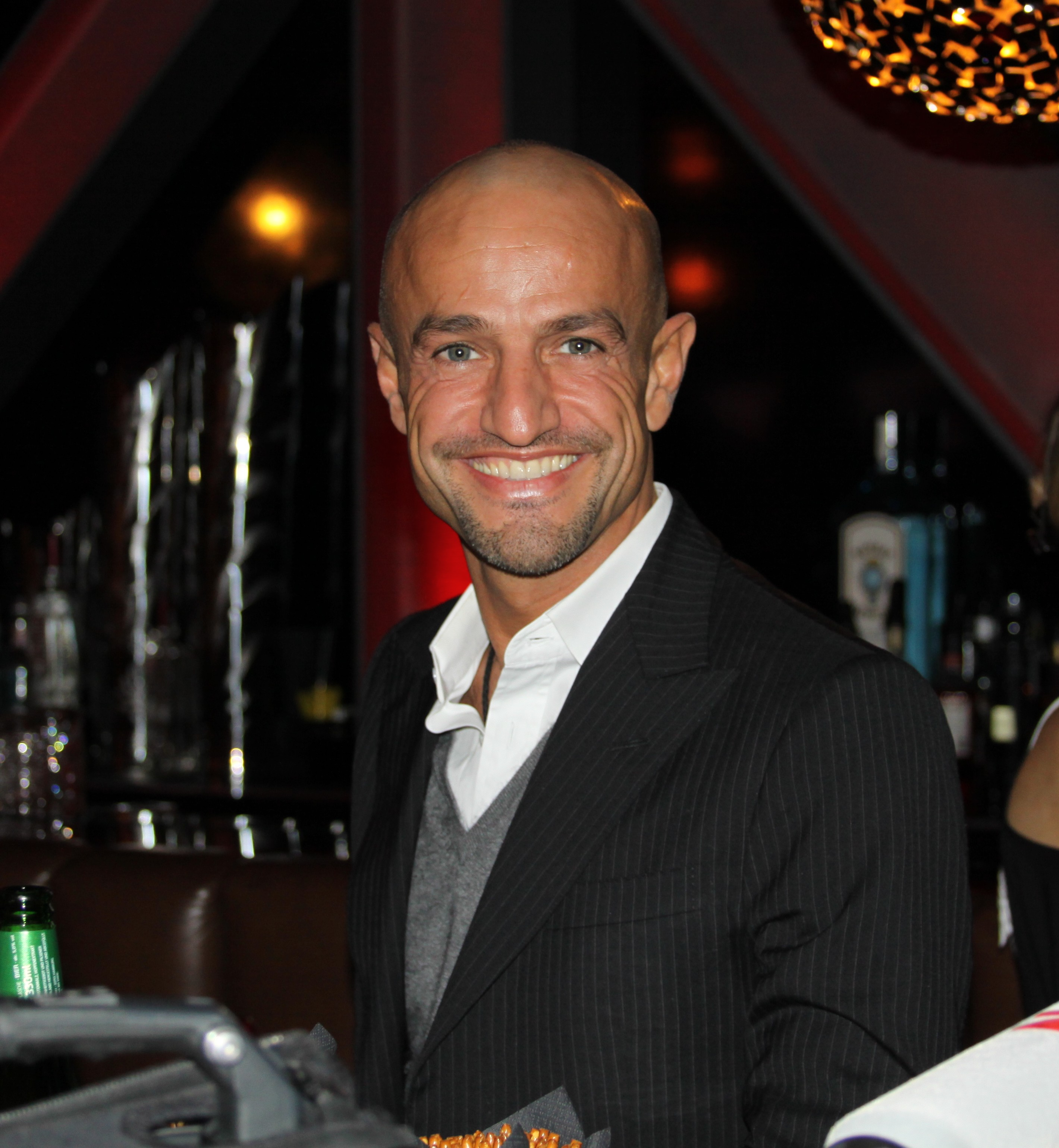
Peyman Amin, 2010

Peyman Amin (persisch پیمان امین anhörenⓘ; * 30. März 1971 in Teheran) ist ein deutscher Booker und Modelagent. Er wurde 2006 als Juror in der deutschen TV-Show Germany’s Next Topmodel (ProSieben) bekannt.

## Leben
Peyman Amins Eltern verließen mit ihm und seinen zwei älteren Brüdern den Iran, als er 8 Jahre alt war, und zogen nach Frankfurt am Main. Nach dem Abitur an der Albert-Einstein-Schule in Schwalbach am Taunus studierte er Betriebswirtschaftslehre, verließ die Universität nach dem Vordiplom und startete 1994 eine Karriere als Modelagent bei der Agentur Frankfurt One. 1997 wechselte er zu der weltweit vertretenen Agentur IMG Models nach Paris. Fünf Jahre später wurde er zum Director of Commercial and Advertising ernannt und betreute Models wie Heidi Klum, Gisele Bündchen, Milla Jovovich, Naomi Campbell, Laetitia Casta und verantwortete Werbeträger für Marken wie L’Oréal, Vichy, Armani und Givenchy. 2008 kündigte er bei IMG Models Paris und zog nach Deutschland zurück, um sich neuen Projekten zu widmen. 
Von 2006 bis 2010 war er als Juror bei Germany’s Next Topmodel tätig. 2010 und 2011 moderierte er bei Pro7 Die Model-WG, einen Spin-off von Germany’s Next Topmodel. Ende 2012 saß er neben dem Model Bar Refaeli und dem Fotografen Oliver Gast in der Jury des Sat.1-Formats Million Dollar Shooting Star. 2017 war er Juror bei Curvy Supermodel – Echt. Schön. Kurvig.
Amin war außerhalb der Fernsehauftritte vielfach als Juror in der Schweiz tätig, so 2015 bei der Suche nach der neuen Miss Zentralschweiz und 2016 für die Eventserie Beauty & Catwalk. Beide Events wurden durch Marc Zehnder organisiert. 

## Fernsehsendungen
- 2006–2009: Germany’s Next Topmodel (Juror), ProSieben
- 2010–2011: Die Model WG, ProSieben
- 2012: Million Dollar Shootingstar, Sat 1
- 2017: Curvy Supermodel, RTL2